# Daniel Bar-Tal
Daniel Bar-Tal (hebr. דניאל בר-טל; ur. 1946 w Stalinabadzie) – izraelski psycholog społeczny i polityczny. Profesor i wykładowca w School of Education na Uniwersytecie Telawiwskim. Członek zagraniczny Wydziału Nauk Humanistycznych i Społecznych Polskiej Akademii Nauk od 2017 roku.

## Życiorys
Urodził się w Stalinabadzie (obecnie Duszanbe), w 1946. Dzieciństwo spędził w Szczecinie. Od 1957 z rodzicami w Izraelu. W 1970 uzyskał licencjat w dziedzinie psychologii i socjologii na uniwersytecie w Tel Awiwie.
W 1973 ukończył studia (kierunek psychologia społeczna)  na Uniwersytecie Pittsburskim, rok później doktoryzował się.
Dyrektor Instytutu Badawczego im. Waltera Lebacha. W latach 2001–2005 był współredaktorem Palestine Israel Journal.
Bada przyczyny, źródła i przebieg trudnych do rozwiązania konfliktów.